# 兵庫県道417号広畑青山線
兵庫県道417号広畑青山線（ひょうごけんどう417ごう ひろはたあおやません）は、兵庫県姫路市を通る一般県道である。

## 概要
姫路市広畑区東新町3丁目から姫路市青山3丁目に至る。
姫路市の臨海部と国道2号を夢前川の右岸で南北に結ぶ路線である。
都市計画道路夢前川右岸線の一部としてバイパスの整備が行われている。夢前川右岸線は姫路市環状道路網計画において外環状道路に位置付けられている。

### 路線データ
- 起点：姫路市広畑区東新町3丁目（歌野橋西詰交差点、兵庫県道502号英賀保停車場線交点）
- 終点：姫路市青山3丁目（夢前橋西詰交差点、国道2号交点、兵庫県道724号姫路新宮線起点）
- 総延長：10.545 km

## 路線状況
臨海部と姫路バイパス姫路西ランプの間で発生する慢性的な渋滞解消と臨海部へのアクセス性向上のため、バイパスの整備が行われている。2001年（平成13年）度事業化、2005年（平成17年）度着工。事業化前の時点では2000年（平成12年）度着工、2007年（平成19年）度完成の予定であったが、用地買収などに時間がかかり2020年（令和2年）時点で2023年（令和5年）度暫定2車線開通、2025年（令和7年）4車線開通の予定となっている。2015年（平成27年）9月に俺天下山トンネルの東側2車線分が完成している。

## 地理

### 通過する自治体
- 兵庫県
  - 姫路市

### 交差する道路
| 交差する道路                    | 交差する場所      | 交差する場所            |
| ------------------------------- | ----------------- | ----------------------- |
| 兵庫県道502号英賀保停車場線     | 広畑区東新町3丁目 | 歌野橋西詰交差点 / 起点 |
| 兵庫県道415号和久今宿線         | 広畑区北河原町    | 京見橋西詰交差点        |
| 国道2号 / 姫路バイパス          | 広畑区西蒲田      | 八幡小学校前交差点      |
| 国道2号 兵庫県道724号姫路新宮線 | 青山3丁目         | 夢前橋西詰交差点 / 終点 |

### 交差する鉄道
- 山陽本線
- 山陽新幹線

### 沿線
- 夢前川
- 廣畑天満宮
- 姫路市立夢前中学校
- 姫路市立八幡小学校